# Es Campet
Es Campet són unes cases i un indret de Santa Maria del Camí situades entre Son Ganxo, el camí des Pou des Coll, Ca n'Andria, el Poliesportiu Municipal Antoni Gelabert i Can Colom. Les cases actuals són de principis del s. XX i estan xapades en dues residències. Durant la Guerra Civil fou un lloc de visita freqüent dels aviadors legionaris italians, que tenien la base principal a Son Sant Joan. El poeta Miquel Dolç i Dolç, que havia seguit estudis eclesiàstics a Itàlia, els feia d'intèrpret. Josefina Torres Sbert, des Campet, fou elegida padrina de guerra dels aviadors de caça. Pels sants de la família i altres ocasions, avions de caça feien cabrioles damunt es Campet i hi deixaven caure rams de flors. Tot el temps de la guerra, els aviadors foren hostes des Campet. Bruno Mussolini, fill del Duce italià, hi anà a sopar. La memòria oral de Santa Maria del Camí, tanmateix, ha conservat viu el record benefactor de la intervenció de la família des Campet per evitar una major violència falangista a la localitat.